# Juan Camilo Mouriño

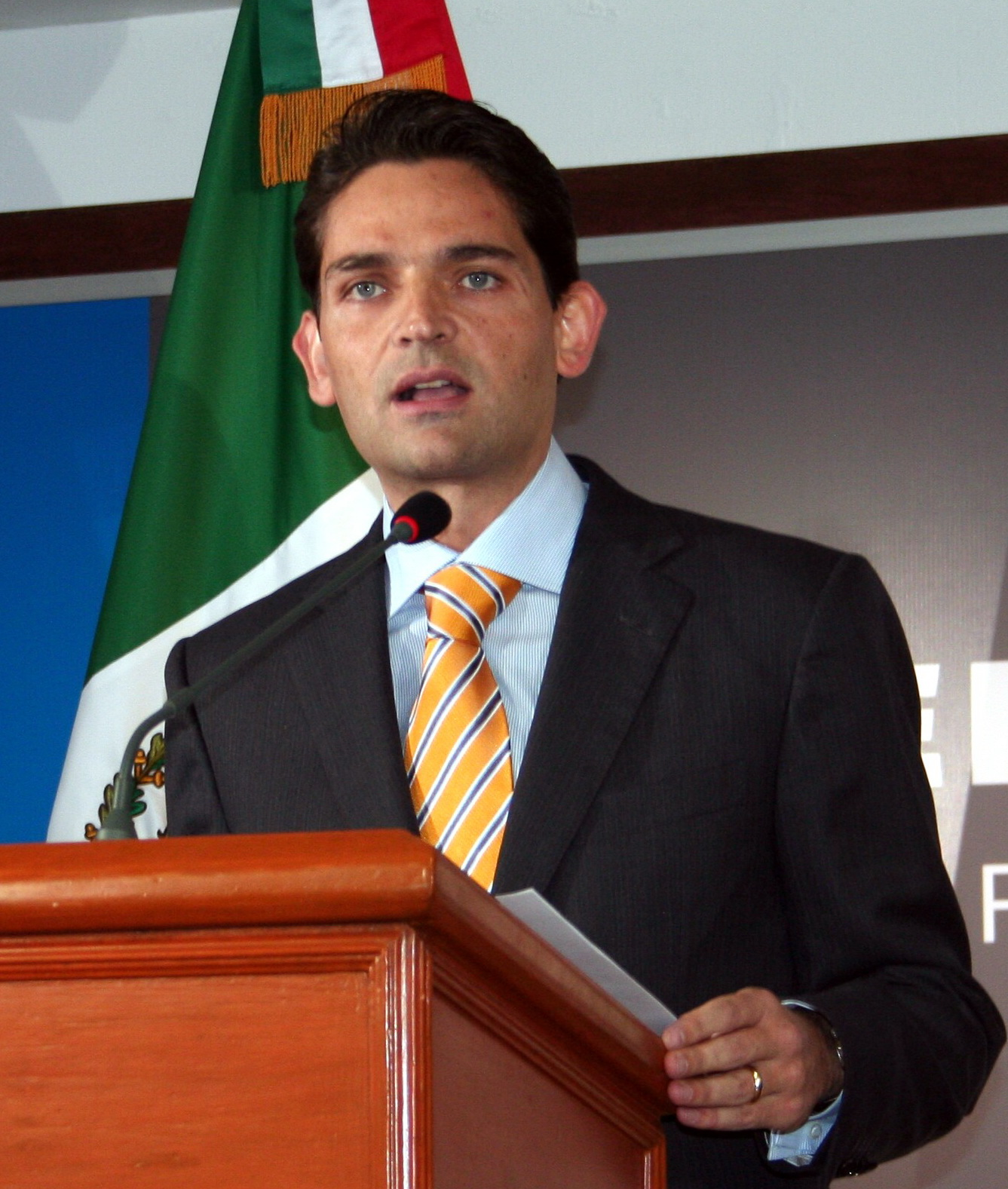
Juan Camilo Mouriño

Juan Camilo Mouriño Terrazo (Madrid, 1 augustus 1971 - Mexico-Stad, 4 november 2008) was een Mexicaans politicus van de Nationale Actiepartij (PAN). Vanaf 16 januari 2008 tot aan zijn dood was hij minister van Binnenlandse Zaken (secretario de gobernación).

## Jeugd
Mouriño is geboren in Madrid in een familie van Galicische afkomst. Zijn vader Carlos Mouriño Atanes is voorzitter van de voetbalclub Real Club Celta de Vigo en zijn moeder was een Mexicaanse van Galicische afkomst. Op 18-jarige leeftijd koos Mouriño de Mexicaanse nationaliteit. Hij studeerde economie aan de Universiteit van Florida en accountancy aan de Autonome Universiteit van Campeche. Na slachtoffer geweest te zijn van ontvoering besloot hij de politiek in te gaan.

## Carrière
Van 2000 tot 2003 zat hij in de Kamer van Afgevaardigden en in 2003 deed hij zonder succes een poging burgemeester van Campeche te worden, en was vervolgens onderminister van energie onder Felipe Calderón.
Mouriño gold als een van de naaste vertrouwen van president Calderón. Mouriño was vicecoördinator van diens presidentscampagne in 2006 en leidde het transitieteam voor Calderóns inhuldiging als president. Van 2006 tot 2008 was hij chef-staf van de president, en op 16 januari 2008 benoemde Calderón hem tot minister van binnenlandse zaken, als opvolger van Francisco Javier Ramírez Acuña. Mouriño werd wel getipt als PAN-kandidaat voor het presidentschap voor de verkiezingen van 2012.
Op 24 februari presenteerde Andrés Manuel López Obrador documenten uit de tijd dat Mouriño onderminister van energie was waaruit zou blijken dat hij bedrijven van zijn familie zou hebben bevoordeeld. De Kamer van Afgevaardigden besloot een commissie te vormen om de aanklacht te onderzoeken. De commissie bevond Mouriño niet schuldig, hoewel de oppositie klaagde dat de kwestie niet naar behoren was onderzocht en Mouriño's vrijspraak het resultaat was van een publieke uitruil.

## Overlijden
Eind 2008 kwam Juan Camilo Mouriño op 37-jarige leeftijd om het leven toen het kleine personenvliegtuig waarin hij zat, neerstortte in de wijk Las Lomas de Chapultepec van Mexico-Stad. Mouriño was op de terugweg van een ontmoeting met Marcelo de los Santos Fraga, gouverneur van San Luis Potosí. De zeven andere inzittenden, waaronder verschillende hoge overheidsfunctionarissen, kwamen eveneens om het leven, evenals zeven voetgangers en automobilisten die getroffen werden door het neerstortende vliegtuig. De Learjet 45 raakte in een duikvlucht toen het in de zogturbulentie van een Boeing 767 kwam die voor de Learjet vloog. De piloten hadden onvoldoende training gekregen en konden niet uit de duikvlucht komen.